# Kéköves bagolylepke
A kéköves bagolylepke (Catocala fraxini)  a rovarok (Insecta) osztályának a lepkék (Lepidoptera) rendjéhez, ezen belül a bagolylepkefélék (Noctuidae) családjához tartozó faj.

## Élőhelyei
Az elterjedési területe magában foglalja a vegyes erdők nagy részét Európában. Vegyes lombhullató erdőkben, a vízpartokon és az utak mellett is előfordul. Ritkábban a pillangók a régi, benőtt kertekben és parkokban is megtalálhatók. Mivel a 20. század közepén  a száma nagyon lecsökkent, így ez a faj már a Vörös Listára került.

## Leírása
A lepkék elülső szárny szegélye kb 4,5 cm-t éri el.  Az első szárnyak világosszürkék,  fehéres szürkék. A mintázat segíti a lepkét elrejtőzni, beolvadni a környezetébe, úgy képes elrejtőzni akár egy fatörzsön, hogy a rovarevők nem fedezik fel.  A hátsó szárnyak is egyértelműen erre szolgálnak,  ezek sötét barnák, széles félkörben kék sávban futóak.

## Fejlődése
Az éjszakai lepkék július közepétől október közepéig repülnek. Az áttelelő tojások májusban kelnek ki, a hernyó júniusban gubózik be.

## Tápnövények
A hernyó tápnövénye a nyár, tölgy, nyír és az éger.  A molyokat a fa nedve vonzza.

## Fordítás
- Ez a szócikk részben vagy egészben  a   Blaues Ordensband című német Wikipédia-szócikk fordításán alapul.  Az eredeti cikk szerkesztőit annak laptörténete sorolja fel. Ez a jelzés csupán a megfogalmazás eredetét és a szerzői jogokat jelzi, nem szolgál a cikkben szereplő információk forrásmegjelöléseként.